# Helland-Hansenbotnen
Der Helland-Hansenbotnen ist ein vereistes Kar im ostantarktischen Königin-Maud-Land. Der Bergkessel liegt zwischen den Gebirgskämmen Berggravrista und Gramkroken in der nördlichen Sivorgfjella.
Wissenschaftler des Norwegischen Polarinstituts benannten ihn 1967 nach Bjørn Krag Helland-Hansen (* 1903), Sohn des norwegischen Ozeanographen Bjørn Helland-Hansen und Widerstandskämpfer gegen die deutsche Besatzung Norwegens im Zweiten Weltkrieg.